# Literatura română modernă
În literatura română, modernismul a apărut la sfârșitul secolului al XIX-lea, fiind prefigurat de creatorii afiliați simbolismului și naturalismului, între primii interesați de experiența subiectivă și de studiul psihologiei personajelor.

## Încadrare
Curentul include tendințe foarte diverse, care-i dau o consistență eterogenă; nașterea modernismului coexistă cu „epigonii” romantismului târziu, cu simboliștii (încadrați de unii critici laolaltă cu moderniștii), iar de-a lungul existenței sale va avea parte de mai multe curente formate ca reacții la estetica sa: tradiționalismul, semănătorismul ș.a.

## Componente
Modernismul în literatura română a durat până la încheierea perioadei interbelice și a cuprins tendințe și concepții noi, între care: expresionismul (astfel de tendințe pot fi recunoscute în scrierile de Lucian Blaga), ermetismul (Ion Barbu), experimentele avangardiste (dadaismul lui Tristan Tzara, suprarealismul) ș.a. Acestora se adaugă estetica urâtului, inițiată de poetul Tudor Arghezi.

## Neomodernism și postmodernism
După încheierea perioadei proletcultiste din anii cinzeci, regimul politic a dorit atragerea autorilor către un stil asemănător celui din anii interbelici; noi „moderniști” au construit ceea ce va fi mai târziu intitulat literatura neomodernă, o poetică fundamentată în jurul conceptelor-cheie (un reprezentant de seamă a ei este poetul Nichita Stănescu). În același timp, mulți alți creatori de literatură au preferat să se păstreze în zona experimentului, dând naștere unor scrieri incomode pentru regimul comunist de atunci  (pentru o descriere mai amănunțită a grupurilor în care au activat acești autori, vezi literatura română postmodernă).